# Kahlenberg
Kahlenberg je kopec ve Vídeňském lese na území Döblingu. Je tvořen flyšem a s výškou 484 m n. m. je nejvyšším vrcholem rakouské spolkové země Vídeň, svahy dosahují místy sklonu až 60 %. Kahlenberg je díky výhledu na Vídeň a okolí oblíbeným cílem výletníků a křižovatkou turistických stezek, zajíždějí sem autobusy městské hromadné dopravy a v letech 1874–1920 vedla na vrchol první ozubnicová dráha v Rakousku.
Původně se vrch nazýval Sauberg (Hora divokých sviní), roku 1628 připadl klosterneuburskému klášteru a byl přejmenován na Josephsberg (Hora svatého Josefa), za vlády Leopolda I. dostal název Kahlenberg (Lysá hora), který do té doby patřil nedalekému Leopoldsbergu.
Ze strategického návrší řídil Jan III. Sobieski v roce 1683 bitvu u Vídně, což připomíná pamětní deska na zdi kostela sv. Josefa, spravovaného polskými resurekcionisty. Na Kahlenbergu také pobýval vynálezce Josef Maximilián Petzval.
Na vrcholu se nachází cihlová rozhledna Stephaniewarte vysoká 22 m, postavená roku 1887 a pojmenovaná podle princezny Štěpánky Belgické. V roce 1898 byl vedle ní vybudován telegrafní vysílač; od roku 1974 slouží televiznímu vysílání společnosti Österreichischer Rundfunk 165 m vysoký stožár, jehož signál pokrývá severovýchodní část Rakouska. Nacházela se zde také funkcionalistická výletní restaurace podle plánu Ericha Boltensterna, která byla v roce 2004 přes protesty památkářů stržena a nahrazena novostavbou luxusního hotelu. Na Kahlenbergu také sídlí soukromá vysoká škola se zaměřením na cestovní ruch MODUL University Vienna.